# Colònia d'Eritrea
La colònia d'Eritrea fou un territori africà sota domini italià que va existir de l'1 de gener del 1890 al 19 de febrer de 1951, quedant sota administració militar britànica entre abril del 1941 i el 1951, amb intervenció de l'ONU del 1951 al 1952. Va substituir al territori italià anomenat protectorat d'Assab. La capital inicial fou Massawa (italià Massaua) i després Asmara.

## Antecedents
A finals del segle xix, les potències europees s'havien repartit la major part d'Àfrica i el Regne d'Itàlia, recentment unificat, n'havia quedat al marge.

## Colònia italiana
La possessió italiana fou reconeguda per Menelik II d'Abissínia en el tractat de Ucciali (Wuchali) del 2 de maig de 1889. L'1 de gener de 1890 es va crear oficialment la colònia i per decret del 23 de juliol de 1890 els ports van passar a dependre del Conseller de Finances i Obres públiques dependent del governador. Els primers quatre batallons colonials d'ascaris (de l'àrab askar = soldat) s'havia creat el 1889 substituint a una milícia local (el bashi bazuk) creada per un aventurar albanès per donar servei als senyors locals.
L'intent italià d'expandir la colònia cap a l'altiplà d'Abissínia va ser aturat per la decisiva derrota a la batalla d'Adwa (1896). Encara que el tractat de Ucciali fou denunciat la colònia d'Eritrea es va consolidar. El 22 de febrer de 1896 el comandant Oreste Baratieri fou substituït per Antonio Baldissera, el primer que va tenir el càrrec de governador que a l'any següent va traslladar la seva residència de Massaua a Asmara. Un tractat signat el 1900 definia la frontera amb Abissínia, límit lleugerament modificat pel tractat de 1902 a la regió de Cunama. El governador Ferdinando Martini va fer una expedició a aquesta regió per acostar-se a Mai Teb, centre de caravanes entre les muntanyes Lacatura i Noggarà a Abissínia; va sortir d'Agordat el 31 de març, va passar pels pous de Mogolò, Curcuggi i fins a la confluència del Mai Teb amb el Setit riu que marcava la frontera al sud (7 d'abril); després va seguir el Setit cap a l'est fins al Sittona, des d'on va retornar al nord. El Cunama havia d'incloure tot el territori al nord del Setit fins al Sittona, però per insistència de Menelik el negociador italià Ciccodicola va acceptar una línia entre Mai Teb i Mai Anbassa que deixava fora la major part dels territoris a l'oest del Sittona, pensant que Mai Teb era més a l'est; quan es va veure l'error el tractat ja estava signat, i Itàlia va mostrar als mapes el límit situat molt a l'est de Mai Teb.
El tractat de 1908 va fixar el límit oriental a Dankàlia; els límits però mai van estar definits sobre el terreny i els mapes eren poc precisos; les interpretacions italianes sempre foren favorables als seus interessos. La penetració italiana cap a l'interior fou lenta i va haver de vèncer la resistència dels caps àfars, i especialment (1928-1929) la del sultà de Bidu Yasin Haysma; la seva èpica lluita va quedar en la ment de la joventut.
Els italians van introduir el catolicisme en una societat que estava plenament islamitzada i ho van fer amb força èxit, ja que el 1940 la meitat de la població era catòlica i s'havien construït nombroses esglésies i una catedral a Asmara.
Asmara fou la residència d'una nombrosa comunitat italiana i l'arquitectura local va agafar caràcters italians amb edificacions religioses i vil·les colonials o mansions. Els voluntaris que ingressaven a les forces militars foren coneguts com a ascaris. El 1920 el territori fou afectat per un terratrèmol. Llavors els italians van construir un port segur i d'aigües fondes a Massawa (1921-1928) que fou la porta d'entrada a la colònia. En aquestos anys es van fer progressos en la sanitat i l'agricultura. Molts indígenes foren utilitzats per a l'administració, especialment a les obres públiques i a la policia. La via fèrria de Massawa a Asmara i el cable de comunicacions entre les dues ciutats fou obra dels italians. La colònia fou escollida després de 1923 com a centre d'industrialització de les possessions italianes a Àfrica. Amb el govern feixista a Itàlia es van desenvolupar les anomenades explotacions agràries dirigides per italians.
La colònia era un lloc segur del que van sortir les forces que van reforçar als italians a Migiurtinia a finals de 1925 (i que foren enviades el 1926) amb el governador Jacobo Gasparini.
El 1935 fou la base per a la conquesta d'Abissínia. El maig de 1936 es va establir el virregnat de l'Àfrica Oriental Italiana, de la que la colònia va passar a ser una de les províncies. El seu territori es va incrementar amb la província abissínia de Tigray. Els eritreus van quedar relegats des de 1938 a les posicions inferiors en l'administració. A Asmara el 1939 hi havia 53.000 italians d'una població total de 98.000 persones. En total hi havia 75.000 italians a tota la colònia.

## Conquesta i administració britànica
L'ofensiva britànica es va iniciar el febrer de 1941. Els italians foren derrotats a la batalla de Keren un conjunt de combats que es van allargar del 3 de febrer de 1941 al 27 de març de 1941 i que van portar a la rendició italiana l'1 d'abril de 1941 i posterior ocupació d'Asmara i Massawa. La infraestructura industrial va quedar greument damnada per la guerra; al port de Massawa els vaixells alemanys i italians foren enfonsats per impedir el seu ús pels aliats i va costar, més d'un any tornar a posar el port en funcionament. Els italians van organitzar una lluita de guerrilles en la que van participar bona part de les tropes colonials (ascaris, també askaris) i que no es va acabar del tot fins a l'armistici italià del setembre de 1943. Eritrea va quedar sota administració militar britànica. Els britànics van desmantellar les indústries d'Asmara i Massawa i les van portar a Kenya com a compensació de guerra; fins i tot una part de les vies fèrries foren desmantellades.
L'administració britànica va romandre fins al 1951. Després de la guerra els britànics proposaven el seu repartiment entre Sudan i Etiòpia seguint línies religioses (musulmans i cristians. La Unió Soviètica (que esperava el triomf dels comunistes a les eleccions italianes) proposava retornar la colònia als italians com a mandat. Els països musulmans donaven suport a la independència esperant que esdevindria un estat islàmic. Etiòpia va reclamar Eritrea (i Somàlia) en una carta al president Franklin D. Roosevelt, a la Conferència de pau de París i a la primera sessió de les Nacions Unides. Els Estats Units s'inclinaven per la cessió a Etiòpia com a compensació per la seva cooperació en la guerra i donaven suport a l'annexió, excepte la província occidental musulmana. Estats Units va donar garanties a Etiòpia en un memoràndum secret. El bloc de partits independentistes d'Eritrea va exigir un referèndum per determinar l'estatus final.

## Administració britànica sota l'ONU

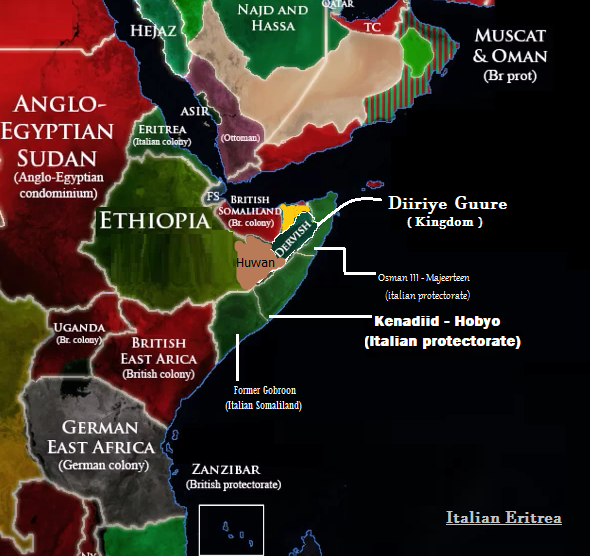

El 19 de febrer de 1951 fou enviada una comissió de les Nacions Unides sota un alt Comissionat, el bolivià Eduardo Arce Matienzo que tenia al seu costat a un nou administrador en cap britànic nomenat el mateix dia (Duncan Camerone Cumming) i va estar en funcions fins al final de la missió (15 de setembre de 1952). Fou llavors quan l'ambaixador americà a l'ONU John Foster Dulles, va dir, "Des del punt de vista de la justícia les opinions del poble eritreu han de rebre consideració, però des del punt de vista dels interessos estratègics dels Estats Units a la mar Roja i de la pau i seguretat mundial és necessari unir a Eritrea amb el nostre aliat Etiòpia". En aquell moment ja se sabia que el poble eritreu es decantava per la independència.
La comissió va proposar l'establiment d'una forma d'associació federal amb Etiòpia i l'assemblea general de l'ONU va adoptar la proposta, amb l'afegit de què l'administració britànica s'havia d'acabar com a màxim el 15 de setembre de 1952. Els britànics van organitzar eleccions per una assemblea representativa de 68 membres el 16 de març de 1952. Aquest cos va redactar una constitució per establir l'estat federal, treball que fou entregat al comissionat de l'ONU el 10 de juliol de 1952. L'11 de setembre de 1952 l'emperador d'Etiòpia va ratificar la constitució i l'assemblea representativa va esdevenir Assemblea d'Eritrea; el dia 15 la colònia va esdevenir l'estat federat d'Eritrea.

## Governadors italians

### Comandants de la colònia
- Baldassare Orero 1890
- Antonio Gandolfi 1890-1892
- Oreste Baratieri 1892-1896 (b. 1841 - d. 1901)

### Governadors de la colònia
- Antonio Baldissera 1896-1897
- Ferdinando Martini 1897-1907
- Giuseppe Salvago Raggi 1907-1915
- Giovanni Cherina Ferroni 1915-1916 (interí)
- Giacomo De Martino 1916-1919
- Camillo De Camillis 1919-1920
- Ludovico Pollera 1920-1921
- Giovanni Cherina Ferroni 1921-1923 (segona vegada)
- Jacopo Gasparini 1923-1928
- Corrado Zoli 1928-1930
- Riccardo Astuto dei Duchi di Lucchesi 1930-1935
- Ottone Gabeli 1935 (interí)
- Emilio Giuseppe Gaspar Giovanni De Bono 1935-1936
- Pietro Badoglio 1935-1936

### Governadors de la província colonial
- Alfredo Guzzoni 1936-1937
- Vincenzo De Feo 1937
- Giuseppe Daodice 1937-1940
- Luigi Frusci 1940-1941 (interí)

## Administradors militars britànics
- Sir William Platt 1941-1942
- Stephen Hemsley Longrigg 1942-1944
- C.D. McCarthy 1944-1945
- John Meredith Benoy 1945-1946
- Francis Greville Drew 1946-1951
- Duncan Camerone Cumming 1951-1952 (Cap Administrador)